# Marlyn Mason
Pour les articles homonymes, voir Mason.
Marlyn Mason est une actrice, scénariste et productrice américaine, née le 7 août 1940  à San Fernando, Californie (États-Unis).

## Biographie
Marlyn Mason est la fille de Charles Edward Mason et de Myrtle Velene Todd. Elle porte le nom d'une amie de sa mère. Elle a tenté sa chance à Hollywood après avoir terminé ses études. Elle débute dans le film de Paul Wendkos Le Mal d'être jeune avec Dick Clark et Tuesday Weld.
On se souvient qu'elle a joué avec Elvis Presley dans  Filles et show-business en 1969, rôle pour lequel elle fut préférée à  Bobbie Gentry et qu'elle obtint sans passer d'audition. Elle est l'une des quatre actrices à avoir enregistré avec Elvis Presley, les autres étant Ann-Margret, Nancy Sinatra et Shelley Fabares.
Au théâtre, elle a tenu en 1967-1968 un des principaux rôles de la comédie musicale How Now, Dow Jones à Broadway
Cette comédienne est surtout connue pour ses rôles de guest star dans des séries télévisées des années 60 à 80. Elle est apparue notamment dans Bonanza, La grande vallée, Le Fugitif, Les Envahisseurs, Mannix, Des agents très spéciaux, L'Homme de fer, Mission Impossible, Cannon, Les Rues de San Francisco , Wonder Woman et Dynastie. Elle mène une carrière centrée sur la télévision, ce qui évoque celle de ses consœurs de la même génération comme Lynda Day George, Diana Hyland, Katherine Justice, Madlyn Rhue, Susan Oliver ou Christine Belford.
Sa carrière au cinéma compte peu de films notables, s'étant spécialisée dans les courts métrages inédits en France.
Elle a tourné un film américain de Gary Lundgren Above the trees avec Danielle Kelly qui à ce jour n'est jamais sorti dans aucun pays.
Marlyn Mason est devenue également scénariste (3 films) et productrice (5 films).

## Théâtre
- 1967-1968 : How Now, Dow Jones à Broadway

## Filmographie

### Télévision

#### Téléfilms
- 1966 : Brigadoon (téléfilm) : Meg Brockie
- 1967 : Carousel (téléfilm) : Carrie Pipperidge
- 1970 : A Storm in Summer (téléfilm) : Gloria Ross
- 1971 : Harpy (téléfilm) : Alison Reed
- 1971 : Escape (téléfilm) : Susan Walding
- 1971 : Scared Stiff (téléfilm) : Inga
- 1972 : That Certain Summer (téléfilm) : Laureen Hyatt
- 1973 : Of men and women (téléfilm) : Joanne Hamilton
- 1973 : Outrage : Muriel Kiler
- 1975 : Attack on Terror: The FBI vs. the Ku Klux Klan : Jean Foster
- 1977 : Handle with Care  (téléfilm) : Liz Baker
- 1978 : Last of the Good Guys : Lill O'Malley
- 1978 : The New Adventures of Heidi : Mady
- 1985 : Mes 400 coups: la légende d'Errol Flynn (My Wicked, Wicked Ways... The Legend of Errol Flynn) : rôle sans nom
- 1986 : Blessure d'enfance (Trapped in Silence) (téléfilm) : rôle sans nom
- 1992 : L'Étincelle de vie (Miles from Nowhere)  : Barbara Reilly
- 1998 : Un choix difficile (Fifteen and Pregnant) : Grandma Spangler

#### Séries télévisées
- 1960 : Johnny Midnight (épisode One over par) : Joy
- 1961 : Les Hommes volants (épisode : The sky diver) : Brunette ticket taker
- 1961 : Mes trois fils (My three sons) (épisode : The girls next door) : Ellen
- 1963 : The real McCoys (épisode : The incorruptibles) : Samantha Wilson
- 1963 : The new Phil Silvers show (épisode : Birthday boy) : Alicia
- 1963 : The lieutenant (épisode : Instant wedding) : Carol Jean Wandemyer
- 1963 : The Bill Dana show (épisode : Jose the agent) : Jenny Martin
- 1963 : Le plus grand chapiteau du monde (épisode : Leaves in the wind) : Terry Carnahan
- 1963 : Channing (épisode : A hall full of strangers) : Louise
- 1964 : The Eleventh Hour (en) (épisode : To love is to live) : Sally Farnham
- 1964 : Destry (épisode : The infernal triangle) : J.P. Crane
- 1963-1964 : L'Homme à la Rolls: (saison 1 épisode 8 Who killed Billy Jo? : Girl/saison 1 épisode 15 Who killed Jason Shaw? : Marian Wagner/saison 2 Who killed the surf broad? : Maxine
- 1964-1965 : Bonanza: (saison 5 épisode 20 Bullet for a bride : Tessa Caldwell/saison 6 épisode 20 The Ponderosa birdman : Amanda)
- 1965 : Valentine's Day (saison 1 épisode 29 Instant father : Andy's girlfriend/saison 1 épisode 32  A muffin is not a tart : Daphne Kemp)
- 1965 : Ben Casey (série télévisée) 7 épisodes : Sally Welden
- 1965 : Le Jeune Docteur Kildare (série télévisée) 4 épisodes : Laura Morrison
- 1965 : Les Espions (épisode : Weight of the world) : Vicki
- 1965 : Gomer Pyle, U.S.M.C.  (épisode : A groom for Sergeant Carter's sister) : Babe Carter
- 1965-1966 : Laredo (saison 1 épisode 7 A Question of discipline : Marianne Montaigne/saison 1 épisode 18 That's noway, Thataway : Belleflower Berne)
- 1966 : Perry Mason (épisode : The case of the final fade-out) : Erna Landry
- 1966 : 12 O'Cloke High (épisode : The fighter pilot) : Sgt. Margo Demarest
- 1966 : Hey, Landlord (épisode : Same time, same station, same girl) : Melanie Logan
- 1966 : Le Fugitif (épisode : Au revoir mon amour) : Gayle Martin
- 1967 : Occasional wife 2 épisodes : Felicia
- 1967 : Captain Nice (épisode : May I have the last dance?) : Receptionist
- 1967 : Les Envahisseurs (épisode : Le condamné) : Carol Tate
- 1966-1967 : La Grande Vallée: (saison 1 épisode 23 The Fallen Hawk : Nora/saison 3 Ladykiller : Belle Bleeck)
- 1967 : Mannix  (épisode : La fin d'une aventure ) : Joyce Loman
- 1965-1967 : Des agents très spéciaux: (saison 1 épisode 16 The Fiddlesticks Affair : Susan Callaway/saison 4 épisode 8 The deadly quest affair : Sheila Van Tillson)
- 1969 : Bracken's world (épisode : The chase sequence) : Helen Borden
- 1970 : The most deadly game (épisode : Photo finish) : Peggy
- 1971 : Insight (épisode : Friends) : Syble Hertzig
- 1970-1971 : Stalag 13 2 épisodes : Lily Frankel
- 1971 : L'Homme de fer (épisode : Premier amour) : Ann Garfield
- 1971-1972 : : Longstreet   23 épisodes : Nikki Bell
- 1972 : Banyon (épisode : The decent thing to do) : Maggie Starr
- 1966-1972 : Sur la piste du crime (saison 2 épisode 2 The Escape : Patricia Drake/saison 4 épisode 26 Moment of Truth : Julie Shanks/saison 8 épisode 23 The Fatal Showdown : Darcie Hill)
- 1972 : The Bold Ones: The New Doctors (épisode : A quality of fear) : Hanna Feinstein
- 1972 : Ghost Story (épisode : Elegy for a vampire) : Laura Benton
- 1972 : Mission Impossible (épisode : Hypnose) : Sandy
- 1971-1972 : The Odd Couple  (saison 1 épisode 14 They Use Horse Radish, Don't They : Barbara/saison 3 épisode 13 Don't believe in roomers : Lisa)
- 1973 : La Nouvelle Équipe (épisode : Don't kill my child) : Evelyn Pruitt
- 1973 : Médecins d'aujourd'hui (épisode : Night cry) : Victoria
- 1973 : Cannon (épisode : Secret professionnel) :  Molly Stoner
- 1973 :Le Magicien (épisode : Chasseur d'hommes) :  Diane Thomson
- 1969-1973 : Love, American style  (saison 1 épisode 2 Love and the Living Doll : Barbara/saison 2 épisode 6 Love and the Eskimo : Judy/saison 3 épisode 8 Love and the married bachelor : Allison/saison 4 épisode 20 Love and the burglar joke : Zelda/saison 5 épisode 10 Love and the man of the year : Carol)
- 1974 : Lucas Tanner (épisode : Instant Replay) : Marnie
- 1975 : Caribe  (épisode : The mercenary) : Gina Forsano
- 1975 : Matt Helm (épisode : La mort est condamnée) : Karen Ashley
- 1975-1976 : Joe Forrester  (saison 1 épisode 7 Powder blue/saison 1 épisode 14 An act of violence : rôles sans nom)
- 1976 : Docteur Marcus Welby 2 épisodes : Marian Lauder
- 1977 : Les Rues de San Francisco (épisode : Qui a tué Helen French?) : Angela Somes
- 1977 : Voyage dans l'inconnu (Tales of the Unexpected) (épisode : Le masque d'Adonis) : Dr Viviana Kadar
- 1977 : Section contre-enquête (épisode : The driver)  : Barbara Morgan
- 1978 : Project U.F.O. (épisode : Sighting 4020: The Island Incident) : Donna Sanders
- 1978 : L'homme araignée (épisode : The Kirkwood haunting) : Lisa Kirkwood
- 1979 : Wonder Woman (épisode : L'homme le plus riche du monde) : Lucy DeWitt
- 1973-1979 : Barnaby Jones  (saison 1 épisode 9 See some Evil... Do some Evil : Ginny Lind/saison 6 épisode 7 Daughter of Evil : Lorette Gray/saison 7 épisodes 22 et 23 Child of love Child of vengeance : Eve Garrison)
- 1979 : Vega$ (épisode : The way to live) : Shara Stanley
- 1980 : Skag (épisode : In trouble at 15) : Marilyn
- 1981 : House calls (série télévisée)  (saison 2 épisode 10 Bombing out/saison 2 épisode 11 Six O'Clock noose : rôles sans nom)
- 1983 : Trauma Center (épisode : Line of fire) : rôle sans nom
- 1984 : Boone (épisode : The front line) : Caroline
- 1985 : Les deux font la paire (épisode : Ship of spies) : Jillian Davis
- 1986 : Newhart (épisode : "Baby, I'm your handyman) : Loretta Dupris
- 1986 : Le Juge et le Pilote (épisode : Poker night) : Juge Mattie Groves
- 1988 : The Bronx zoo (épisode : Ties that bind) : Lorraine Newhouse
- 1989 : Dynastie (saison 9 épisode 20 Place au fils) : Emily Grimes
- 1989 : La Loi est la Loi (épisode : Sweet Leilani) : Joanna Thorne
- 1989-1990 : Charles s'en charge  2 épisodes  : Julia Meyers
- 1990 : Les nouvelles aventures de Lassie (épisode : Witness) : Liz Pirelli
- 1995 : Au-dessus de tout soupçon (Dead by Sunset) 2 épisodes : Betty Troseth
- 2020 : Remains (épisode : Remains to be seen) : Hannah Matheson
- 2024 : Johnny D talks to the stars (saison 3 épisode 10) : elle-même

### Cinéma
- 1960 : Le Mal d'être jeune (Because They're Young) : rôle sans nom
- 1969 : Filles et show-business (The Trouble with Girls) : Charlene
- 1971 : Faut se les faire! (Making It) : Yvonne
- 1974 : Christina : Girl
- 1991 : Un homme fatal (Lonely Hearts) : Beverly Ross
- 2008 : Model rules (court métrage) : Gabby
- 2009 : Big (court métrage) : Mia Baxter
- 2010 : The bag (court métrage) : Gabby
- 2013 : The right regrets (court métrage) : Lily McHenry
- 2016 : Dear future self (court métrage) : Maggie
- 2016 : Penitence (court métrage) : Emily
- 2017 : Finality (court métrage) : Ava Renee
- 2017 : Besetment : Mildred Colvin
- 2017 : Falling south (court métrage) : Amelia
- 2018 : Between the trees : Bonny
- 2018 : An affair remains (court métrage) : Hannah Matheson
- 2018 : Sparky & Butch (court métrage) : Lacey
- 2018 : Delta crossings (court métrage) :  Myrtle Valene
- 2018 : The bullet of time (court métrage) : Owner/Barista
- 2019 : Senior Love triangle : Jeanie
- 2020 : Thorp : Pauline
- 2021 : The plan : Miss Lilly Vandermeter
- 2023 : Will & Tess (court métrage) : Tess Robinson
- 2023 : The next big hit : Madam Castille
- 2023 : Above the trees : Joan (film achevé mais jamais sorti)
- 2024 : Bad Fish : Phyllis Brand
- 2024 : The Ring de Michael Kasino (court métrage)
- 2024 : Barbed Wire de Brad Douglas
- 2024 : Bent de Brad Douglas : Elsie Coleman

### Scénariste
- 2008 : Model rules
- 2010 : The bag
- 2013 : The right regrets

### Productrice
- 2008 : Model rules
- 2010 : The bag
- 2013 : The right regrets
- 2018 : An affair remains
- 2020 : Remains

## Vie privée
Mariée à J. Raymond Anderson (17 septembre 1960- 1962) divorcée
Remariée à Lee Harman (7 août 1972-9 janvier 1981) divorcée